# Cernusco sul Naviglio
Cernusco sul Naviglio is een gemeente in de Italiaanse metropolitane stad Milaan (regio Lombardije) en telt 28.687 inwoners (31-12-2004). De oppervlakte bedraagt 13,3 km², de bevolkingsdichtheid is 2030 inwoners per km².
De volgende frazioni maken deel uit van de gemeente: Ronco.

## Demografie
Cernusco sul Naviglio telt ongeveer 11442 huishoudens. Het aantal inwoners daalde in de periode 1991-2001 met 0,7% volgens cijfers uit de tienjaarlijkse volkstellingen van ISTAT.
| Jaar | Inwoneraantal |
| ---- | ------------- |
| 1991 | 27.160        |
| 2001 | 26.958        |

## Geografie
De gemeente ligt op ongeveer 133 m boven zeeniveau.
Cernusco sul Naviglio grenst aan de volgende gemeenten: Pioltello, Vimodrone, Carugate, Cologno Monzese, Brugherio.

## Geboren
- Gaetano Scirea (1953), voetballer en scout
- Roberto Tricella (1959), voetballer
- Devis Mangia (1976), voetbaltrainer
- Simone Collio (1979), atleet
- Cristiano Biraghi (1992), voetballer
- Andrea Papetti (2002), voetballer